# Finse school

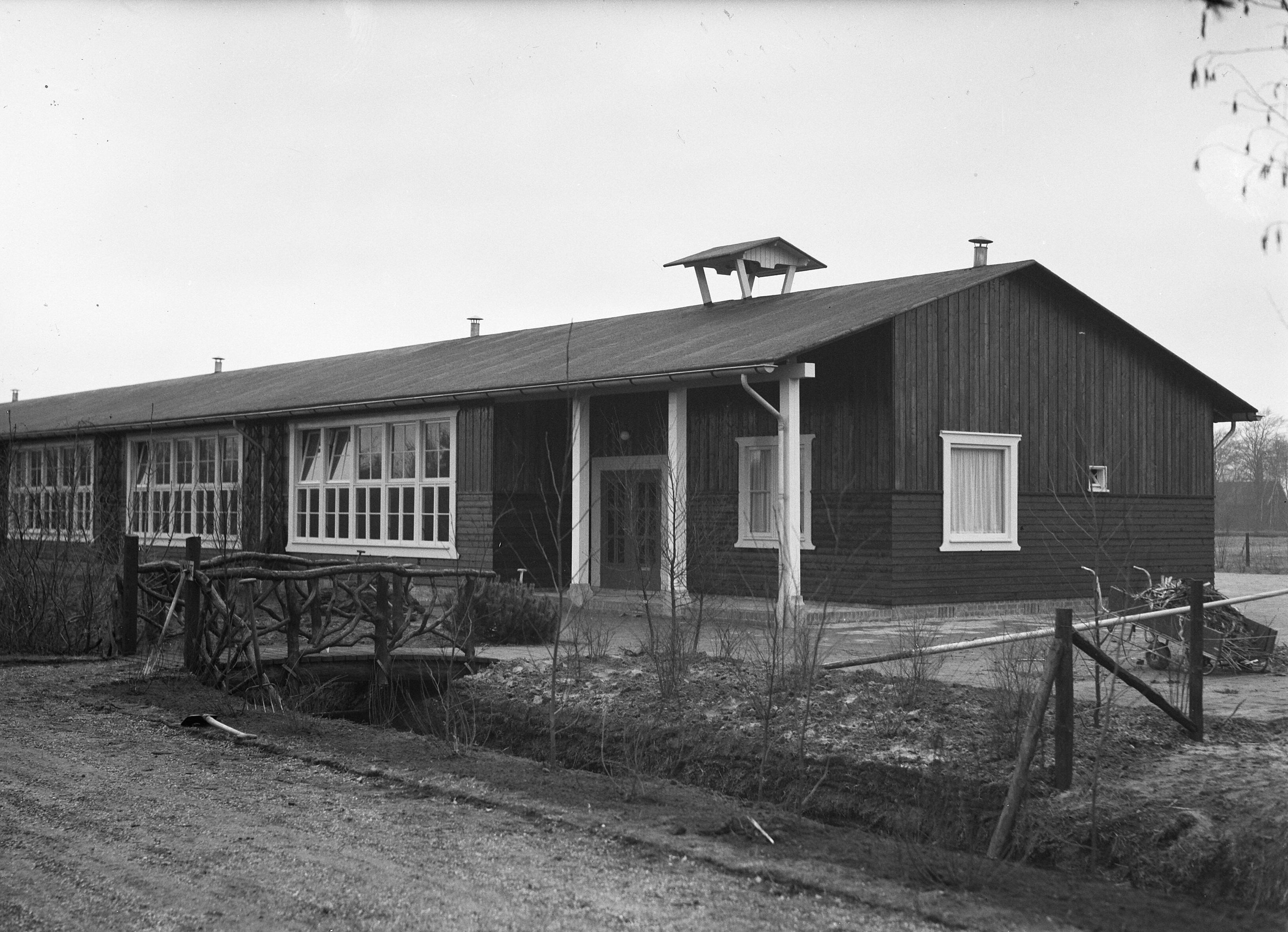
De eerste Finse school in Nederland was gereed op 24 februari 1949 en stond in de woonplaats van de architecten: Voorschoten.

De Finse school is een type houten schoolgebouw dat in jaren 1948-1950 verspreid door Nederland is gebouwd.:127 Het hout waarvan de scholen zijn gebouwd komt uit Finland en werd geleverd als onderdeel van een handelsovereenkomst tussen Nederland en Finland, vandaar de naam ‘Finse School’. Het ontwerp is van de gebroeders Laurentius uit Voorschoten. De gebouwen zijn neergezet door de firma Panagro.
De scholen hebben allemaal hetzelfde typische uiterlijk. De indeling van de gebouwen, de gevels en de raampartijen zijn vrijwel identiek. Het aantal klaslokalen kan echter variëren en sommige gebouwen zijn voorzien van een extra ingang.
De plattegrond van een Finse school bestaat uit een basisgedeelte en een klaslokalengedeelte. Het basisgedeelte heeft in de beide lange gevels een dubbele buitendeur. Verder is er een toilet, een berghok en een verblijfsruimte die gebruikt kan worden als kantoor of lerarenkamer. De verblijfsruimte heeft een vierkant raam in de zijgevel en een vierkant kozijn met twee openslaande ramen aan de lokalenzijde onder het afdak.
Het klaslokalengedeelte bestaat uit een lange rechte gang met links de klaslokalen en rechts de buitengevel. In de wand tussen de klaslokalen en de gang zitten grote raampartijen. Ook in de buitengevel van de gang zitten grote ramen maar daarvan zijn de vensterbanken hoog geplaatst waardoor het vanuit de gang niet mogelijk is naar buiten te kijken. In de gang zijn tegen de buitengevel per klaslokaal twee toilethokjes gemaakt die ieder voorzien zijn van een klein vierkant buitenraampje. Aan het uiteinde van de gang zit in de zijgevel een deur naar buiten. De klaslokalen zijn onderling verbonden met een deur zodat een leerkracht rechtstreeks naar het naastgelegen lokaal kan gaan en niet via de gang hoeft.
Sommige scholen zijn vermoedelijk later verbouwd waardoor de indeling of het uiterlijk van het gebouw is veranderd. Een voorbeeld hiervan is het gebouw in Durgerdam. De ingang is tussen twee lokalen gesitueerd. Gewoonlijk is dat aan het uiteinde van het gebouw, nu is daar een grote raampartij. Een andere bijzondere uitvoering is de Finse school in Doetinchem. In plaats van een zadeldak is een schilddak toegepast, de dakbedekking is van dakpannen, de buitenwanden bestaan uit verticale planken, de omlijsting van de kozijnen is recht en de ingang van het gebouw bevindt zich in het midden.

## Overgebleven Finse scholen
In totaal zijn er ongeveer 115 Finse scholen gebouwd. De meeste scholen zijn afgebroken of afgebrand. Het overzicht hieronder laat zien welke gebouwen nog bestaan (voor zover bekend) en wat de huidige functie van het gebouw is. Het formaat is weergegeven in het aantal lokalen (lok.).
| plaats         | prov | adres                             | formaat   | geopend     | naam (voormalige) school                                 | huidige functie en bijzonderheden                              | afbeelding | bron              |
| -------------- | ---- | --------------------------------- | --------- | ----------- | -------------------------------------------------------- | -------------------------------------------------------------- | ---------- | ----------------- |
| Amersfoort     | UT   | Kamerlingh Onnesstraat 1-3        | 8 lok.    |             | Ichtusschool                                             | architectenbureau en woonhuis. gem.mon.nr 33200001             |            | [ 2 ]             |
| Amsterdam      | NH   | Radioweg 64                       | 7 lok.    | ±1962       |                                                          | café (Jaap Edenbaan). de ingang zit in het midden van het pand |            | [ 3 ] [ 4 ] [ 5 ] |
| Amsterdam      | NH   | Uiterwaardenstraat 60 A           | 7 lok.    |             | Openbare kleuterschool 53 De Kiekenren                   | kantoor zorginstantie. gem.mon.nr 0363/222231                  |            | [ 6 ]             |
| Apeldoorn      | GE   | Eksterweg 71                      | 7 lok.    | 16 dec 1949 | School 30 de Finse School & kleuterschool Henkes-Lourens | kinderdagverblijf. gem.mon.nr 0200/wikinr_112                  |            | [ 7 ] [ 8 ] [ 9 ] |
| Apeldoorn      | GE   | Eksterweg 73                      | 2 lok.    |             |                                                          | kinderdagverblijf. gem.mon.nr 0200/wikinr_113                  |            |                   |
| Doetinchem     | GE   | Tollensstraat 5                   | 7 lok.    |             |                                                          |                                                                |            |                   |
| Driehuis       | NH   | Driehuizerkerkweg 34 D            | 7 lok.    |             | Jan Campertschool                                        | St. Cultuur Verbindt IJmond. gem.mon.nr 0453/DH06              |            |                   |
| Durgerdam      | NH   | Durgerdammerdijk 68               | 4 lok.    | 1965        |                                                          |                                                                |            | [ 10 ]            |
| Eindhoven      | NB   | Bennekelstraat 133                | 3 lok.    |             |                                                          | in spiegelbeeld gebouwd. woning.                               |            | [ 11 ]            |
| Groningen      | GR   | Helper Westsingel 96              | 4 lok.    | 18 sep 1950 | Openbare kleuterschool De Anemoon                        | tijdelijke kantoorruimte. gem.mon.nr 0014/104344               |            | [ 12 ]            |
| Groningen      | GR   | Helper Westsingel 98              | 4 lok.    | 18 sep 1950 | Christelijke kleuterschool Helpman                       | tijdelijke bewoning. gem.mon.nr 0014/104344                    |            | [ 13 ]            |
| Leeuwarden     | FR   | Julianalaan 2                     | 6 lok.    |             |                                                          | kerk. gem.mon.nr 0080/220                                      |            |                   |
| Leiden         | ZH   | Lorentzkade 15 A                  | 2x 5 lok. |             |                                                          | school                                                         |            |                   |
| Santpoort-Zuid | NH   | Vinkenbaan 7 (nu: Blekersveld 51) | [ e ]     |             |                                                          |                                                                |            | [ 14 ]            |
| Ter Apelkanaal | GR   | Ter Apelkanaal Oost 79            | 7 lok.    | 9 mei 1950  |                                                          | dorpshuis                                                      |            | [ 15 ] [ 16 ]     |

## Verdwenen Finse scholen
Het onderstaande overzicht laat zien op welke plekken in Nederland Finse scholen hebben gestaan (voor zover bekend). Het formaat is weergegeven in het aantal lokalen (lok.).
| plaats           | prov. | adres                                                                                   | formaat | geopend     | naam school                                                                            | bijzonderheden | afbeelding | bron                            |
| ---------------- | ----- | --------------------------------------------------------------------------------------- | ------- | ----------- | -------------------------------------------------------------------------------------- | --- | ---------- | ------------------------------- |
| Alkmaar          | NH    | Cornelis Buysstraat                                                                     |         | 2 nov 1949  | Jan Ligthartschool                                                                     | |            | [ 17 ]                          |
| Almelo           | OV    | Hoornbladstraat                                                                         |         | 4 apr 1950  | Jan Ligthartschool                                                                     | gesloopt ±1985 |            | [ 18 ] [ 19 ]                   |
| Almelo           | OV    | Windslaan                                                                               |         |             | Windhoekschool                                                                         | gesloopt ±1985 |            | [ 18 ]                          |
| Almelo           | OV    | Vriezenveenseweg                                                                        |         |             | Prinses Beatrixschool                                                                  | afgebrand in 1989 |            | [ 20 ]                          |
| Amersfoort       | UT    | Dollardstraat 25                                                                        | 6 lok.  | 6 mei 1949  | Christelijke Nationale School voor lager onderwijs                                     | gesloopt na 14 jul 1962 |            | :118                            |
| Amsterdam        | NH    | Adindastraat 1 (nu: Bos en Lommerplantsoen)                                             | 7 lok.  |             | Klaas de Vriesschool                                                                   | |            | [ 22 ] [ 23 ]                   |
| Amsterdam        | NH    | Amundsenweg 3                                                                           | 8 lok.  |             |                                                                                        | in spiegelbeeld gebouwd. |            | [ 23 ]                          |
| Amsterdam        | NH    | Bessemerstraat 23 A (nu: Ringdijk 44)                                                   | 8 lok.  |             | Mytylschool                                                                            | |            | [ 24 ]                          |
| Amsterdam        | NH    | Grasweg 7                                                                               |         |             | J.C. de Rijpschool                                                                     | |            |                                 |
| Amsterdam        | NH    | Lumeijstraat 47                                                                         |         |             | Openbare School Voorbereidend Onderwijs school No. 59                                  | |            | [ 25 ]                          |
| Amsterdam        | NH    | Saïdjastraat 2 (nu: Bos en Lommerplantsoen)                                             | 7 lok.  |             | Paulusschool                                                                           | in spiegelbeeld gebouwd. vermoedelijk gesloopt om ruimte te maken voor de bouw van het Gemeentelijk Administratiekantoor (GAK) in 1958. |            | [ 26 ] [ 23 ] [ 27 ]            |
| Amsterdam        | NH    | Theophile de Bockstraat 14 (hoek Westlandgracht)                                        | 7 lok.  |             | Openbare school van voorbereidend onderwijs school No. 6                               | |            | [ 28 ] [ 29 ]                   |
| Amsterdam        | NH    | Uiterwaardenstraat 234                                                                  | 7 lok.  | 1950        | Alexander Rozendaalschool                                                              | in spiegelbeeld gebouwd |            | [ 30 ]                          |
| Amsterdam        | NH    | Uiterwaardenstraat 238                                                                  | 7 lok.  | 1949        | Hendrik Dienskeschool                                                                  | |            | [ 31 ]                          |
| Appingedam       | GR    | Wieger van den Bosstraat 15                                                             | 8 lok.  |             |                                                                                        | |            | [ 32 ]                          |
| Bakkum           | NH    | Vondelstraat 25                                                                         | 8 lok.  | 30 aug 1949 | St. Cuneraschool                                                                       | |            | [ 33 ] [ 34 ]                   |
| Beckum           | OV    | Kerkpad                                                                                 | 6 lok.  |             | De Bleek                                                                               | |            | [ 35 ] [ 36 ]                   |
| Brunssum         | LI    | Populierenstraat                                                                        | 6 lok.  | 21 nov 1949 | St. Jozefschool                                                                        | afgebrand 27 apr 1966 |            | [ 37 ] [ 38 ]                   |
| Delft            | ZH    | Aan ‘t Verlaat 19                                                                       | 6 lok.  |             | Mariaschool                                                                            | afgebrand in 1983 |            |                                 |
| Den Haag         | ZH    | Woudenbergstraat 2                                                                      | 8 lok.  |             | Openbare Lagereschool Prinses Wilhelmina                                               | |            |                                 |
| Deurne           | NB    | Finse Weg (nu: Klingerveld 2)                                                           | 6 lok.  | 18 jan 1950 | Gerardusschool                                                                         | |            | [ 39 ] [ 40 ]                   |
| Deventer         | OV    | Dapperstraat-Verwerstraat                                                               | 8 lok.  | 11 jan 1950 | Montessori-school en Ooster-kleuterschool                                              | ±65e Finse school. gesloopt ±1988-1991                                                                                                  |            | [ 41 ] [ 42 ] [ 43 ]            |
| Dordrecht        | ZH    | Admiraal de Ruyterweg                                                                   |         |             |                                                                                        | |            | [ 44 ]                          |
| Drachten         | FR    | Nachtegaalstraat                                                                        | 5 lok.  | 6 mrt 1950  |                                                                                        | |            | [ 45 ]                          |
| Eindhoven        | NB    | Paradijslaan                                                                            | 7 lok.  |             |                                                                                        | gebouwd met 7 i.p.v. 8 lokalen omdat materiaal 8e lokaal in opslag is verbrand                                                          |            | [ 11 ]                          |
| Eindhoven        | NB    | Poeijersstraat 69                                                                       | 5 lok.  | 25 apr 1949 | St. Jozef kleuterschool                                                                | tot 29 okt 2019 kledingruilatelier. gesloopt 2020                                                                                       |            | [ 46 ] [ 47 ] [ 11 ]            |
| Enschede         | OV    | Elferinksweg 106                                                                        |         | 1 sep 1950  | Prof R. Casimirschool                                                                  | |            | [ 48 ]                          |
| Enschede         | OV    | Madioenstraat                                                                           |         |             |                                                                                        | |            | [ 49 ]                          |
| Enschede         | OV    | Parallelweg                                                                             |         |             |                                                                                        | |            | [ 49 ]                          |
| Enschede         | OV    | Velveweg                                                                                |         |             | Maria Gorettischool                                                                    | |            |                                 |
| Geleen           | LI    | Lieve Vrouwestraat                                                                      | 6 lok.  | 2 sep 1949  | St. Agnesschool                                                                        | gesloopt na 1980 |            | [ 50 ]                          |
| Genemuiden       | OV    | Simondsstraat (nu vermoedelijk Jan van Nassaustraat 3                                   | 5 lok.  |             |                                                                                        | |            | [ 51 ]                          |
| Glanerbrug       | OV    | Schipholtstraat                                                                         |         | 20 nov 1950 | Jan Ligthartschool                                                                     | |            | [ 52 ] [ 53 ]                   |
| Gouda            | ZH    | Jacob Catsstraat 2                                                                      |         |             | Suomischool                                                                            | gesloopt mei 1989 |            | [ 54 ]                          |
| Groningen        | GR    | Borgwal                                                                                 | 6 lok.  | 31 jan 1951 | Kleuterschool De Boterbloem                                                            | |            | [ 55 ]                          |
| Groningen        | GR    | Korreweg 270                                                                            | 6 lok.  | 30 aug 1949 | J.H. van der Palmschool                                                                | |            | [ 56 ] [ 57 ] [ 58 ]            |
| Groningen        | GR    | Korreweg 272                                                                            | 7 lok.  | 21 aug 1950 | Kleuterschool De Madelief                                                              | |            | [ 58 ]                          |
| Groningen        | GR    | Molukkenstraat 1                                                                        | 7 lok.  |             | Kleuterschool De Madelief, vanaf 21 aug 1950: Brugsmaschool (later d'Ondersteen)       | |            | [ 58 ]                          |
| Groningen        | GR    | Paterswoldseweg 131                                                                     | 6 lok.  |             | Jan Evert Scholtenschool (later Pestalozzischool)                                      | |            | [ 59 ] [ 60 ]                   |
| Groningen        | GR    | Troelstralaan 63                                                                        |         | 26 aug 1949 | Prof. dr. J. Huizinga-school en kleuterschool De Goudsbloem                            | |            | [ 61 ]                          |
| Haarlem          | NH    | Christiaan Huygensplein                                                                 |         | 3 sep 1949  | Finse school                                                                           | |            | [ 62 ] [ 63 ]                   |
| Heerlen          | LI    | Gerard Brüningstraat                                                                    | 5 lok.  | 6 sep 1949  | R.K. ULO-school Regina Pacis                                                           | |            | [ 64 ] [ 65 ]                   |
| Heerlen          | LI    | St. Annalaan (later: Van Sonsbeekstraat 12)                                             | 6 lok.  | 1 sep 1949  | R.K. Meisjesschool Mater Dei                                                           | |            | [ 64 ] [ 66 ]                   |
| 's-Hertogenbosch | NB    | Weidonklaan                                                                             | 8 lok.  | 25 sep 1950 | R.K. lagere school voor jongens en meisjes                                             | 100e Finse school |            | [ 67 ] [ 68 ]                   |
| Hilversum        | NH    | Meteorenstraat 50                                                                       | 7 lok.  | 26 apr 1949 | Jan Ligthartschool                                                                     | afgebrand (?) |            | [ 69 ] [ 70 ]                   |
| Hoogezand        | GR    | Van Heemskerckstraat                                                                    | 8 lok.  | 15 jun 1949 | Van Heemskerckschool                                                                   | gesloopt |            | [ 71 ] [ 72 ]                   |
| Leeuwarden       | FR    | Boerhaavestraat 77 (later: Jelle Bangastraat 1)                                         | 6 lok.  |             | Gemeenteschool 30 (later: Boerhaaveschool, Zamenhofschool en kleuterschool De Spreeuw) | gesloopt 2005 |            | [ 73 ] [ 74 ] [ 75 ]            |
| Leeuwarden       | FR    | Brederostraat 20                                                                        | 4 lok.  |             | Gemeentelijke kleuter- en lagere school (later: Kleuterschool Het Roodborstje)         | |            | [ 76 ]                          |
| Maastricht       | LI    | Anjelierenstraat                                                                        | 7 lok.  | 26 jan 1950 | St. Bernadetteschool (kleuterschool)                                                   | |            | [ 77 ]                          |
| Maastricht       | LI    | Hertogsingel 98 A                                                                       | 4 lok.  | 3 mei 1950  | (bijschool van de) St. Gondulphusschool                                                | |            | [ 78 ]                          |
| Middenmeer       | NH    |                                                                                         | 3 lok.  | 5 sep 1949  |                                                                                        | |            | [ 79 ]                          |
| Noordwijk        | ZH    | Bronckhorststraat (nu: Binnenhof)                                                       |         |             |                                                                                        | gesloopt ±2007 |            |                                 |
| Rotterdam        | ZH    | Burgemeester de Josselin de Jonglaan 25                                                 | 8 lok.  | 16 sep 1950 |                                                                                        | gesloopt 1963 |            | [ 80 ] [ 81 ] [ 82 ]            |
| Rotterdam        | ZH    | Carnissesingel 280                                                                      | 8 lok.  | 1 sep 1950  |                                                                                        | gesloopt 1985 |            | [ 83 ] [ 84 ]                   |
| Rotterdam        | ZH    | Carnissesingel 284                                                                      | 7 lok.  | 20 jul 1949 |                                                                                        | gesloopt 1980 |            | [ 85 ] [ 86 ]                   |
| Rotterdam        | ZH    | Grieksestraat 2 & Professor Poelslaan 76                                                | 7 lok.  | 21 mei 1949 |                                                                                        | gesloopt 1977 |            | [ 87 ] [ 88 ] [ 89 ] [ 90 ]     |
| Rotterdam        | ZH    | Hoekersingel 2 (& Tjalklaan 15)                                                         | 8 lok.  | 30 aug 1950 |                                                                                        | gesloopt 1982 |            | [ 91 ] [ 92 ] [ 93 ]            |
| Rotterdam        | ZH    | Noorderhavenkade 93 & 55 D                                                              | 8 lok.  | 25 jul 1949 | Prinses Beatrixschool                                                                  | gesloopt 1981 |            | [ 87 ] [ 94 ] [ 95 ] [ 96 ]     |
| Rotterdam        | ZH    | Noorderhavenkade 104                                                                    | 8 lok.  | 19 sep 1949 |                                                                                        | gesloopt 1981 |            | [ 97 ] [ 98 ]                   |
| Rotterdam        | ZH    | Prins Mauritssingel 38                                                                  | 7 lok.  | 3 sep 1949  |                                                                                        | gesloopt 1973 |            | [ 99 ] [ 100 ]                  |
| Rotterdam        | ZH    | Laanslootseweg 45 (nu: Spaanseweg 40)                                                   | 8 lok.  | 30 aug 1950 | Prinses Margrietschool (Later: Speeltuinvereniging Het Westen)                         | |            | [ 101 ] [ 102 ] [ 103 ] [ 104 ] |
| Rotterdam        | ZH    | Schansweg 57 (Later: Hoogmadestraat 57)                                                 | 8 lok.  | 16 sep 1950 |                                                                                        | gesloopt na brand 2001 |            | [ 105 ] [ 106 ] [ 107 ]         |
| Rotterdam        | ZH    | Zaailand 9                                                                              | 6 lok.  |             |                                                                                        | |            | [ 85 ]                          |
| Sappemeer        | GR    | Arie Bosscherstraat 32                                                                  |         |             | Prinses Margrietschool                                                                 | afgebrand 5 aug 1966 |            | [ 108 ]                         |
| Santpoort-Noord  | NH    | Burg. Weertsplantsoen                                                                   |         |             | School met de Bijbel                                                                   | |            | [ 109 ]                         |
| Santpoort-Noord  | NH    | Dinkgrevelaan 17                                                                        |         |             |                                                                                        | |            | [ 110 ]                         |
| Schiedam         | ZH    | Warande                                                                                 |         |             |                                                                                        | |            |                                 |
| Schiedam         | ZH    | Lorentzplein                                                                            |         |             |                                                                                        | |            |                                 |
| Slootdorp        | NH    | Dwarspad                                                                                |         |             | Pius X school                                                                          | |            | [ 111 ]                         |
| Tiel             | GE    |                                                                                         |         | 4 nov 1949  |                                                                                        | 50e Finse school |            | [ 112 ]                         |
| Tilburg          | NB    | Havendijk                                                                               |         |             | Paschalisschool, later Anastasiaschool                                                 | |            | [ 113 ]                         |
| Tilburg          | NB    | Hendrik van Tulderstraat                                                                | 8 lok.  |             |                                                                                        | |            | [ 114 ]                         |
| Tilburg          | NB    | Wethouderslaan 1                                                                        |         |             | Meisjesschool Fatima                                                                   | |            |                                 |
| Utrecht          | UT    | Victor Hugoplantsoen 34                                                                 |         | 1 sep 1950  | Montessorischool                                                                       | |            | [ 115 ] [ 116 ]                 |
| Vlaardingen      | ZH    | Burgemeester Pruissingel Z (later: Burgemeester Pruissingel 124, nu: Dr. Bavinckplaats) | 6 lok.  | 30 aug 1950 | Dr. H. Bavinckschool                                                                   | gebouwd in L-vorm. afgebrand mei 1981                                                                                                   |            | [ 117 ] [ 118 ] [ 119 ]         |
| Vlaardingen      | ZH    | Curaçaolaan A (later: Curaçaolaan 178)                                                  |         | 4 sep 1950  | Don Boscoschool                                                                        | gebouwd in L-vorm |            | [ 120 ] [ 121 ] [ 119 ]         |
| Vlaardingen      | ZH    | Curaçaolaan 1                                                                           | 8 lok.  | 27 sep 1950 | Hugo de Grootschool                                                                    | |            | [ 122 ] [ 123 ] [ 119 ]         |
| Vlaardingen      | ZH    | Floreslaan 1                                                                            | 9 lok.  | 2 sep 1950  | Prinses Wilhelminaschool                                                               | gebouwd in L- of U-vorm |            | [ 124 ] [ 125 ] [ 126 ] [ 119 ] |
| Vlissingen       | ZE    | Hogeweg 199                                                                             | 6 lok.  |             |                                                                                        | |            | [ 127 ]                         |
| Vlissingen       | ZE    | Rembrandtlaan 1                                                                         | 6 lok.  |             |                                                                                        | |            | [ 127 ]                         |
| Voorburg         | ZH    | Graaf Florisstraat                                                                      | 6 lok.  |             | Openbare lagere school Graaf Floris                                                    | afgebrand op 31 dec 1978 |            | [ 128 ]                         |
| Voorschoten      | ZH    | Elstlaan                                                                                | 8 lok.  | 25 feb 1949 | R.K. Meisjesschool                                                                     | 1e Finse school |            | [ 49 ] [ 129 ]                  |
| Zaandam          | NH    | Rosmolenstraat 30                                                                       | 8 lok.  | 5 nov 1949  | Middelbare Handelsschool                                                               | 51e Finse school. brand 23 okt 1988, sloop nov 1988.                                                                                    |            | [ 130 ] [ 131 ] [ 132 ]         |
| Zaandam          | NH    | Westzijde (nu: Boerenpad)                                                               | 8 lok.  |             | Rembrandtschool                                                                        | |            | [ 133 ] [ 134 ]                 |
| Zeist            | UT    | Oranje Nassaulaan 5                                                                     |         |             | Kerckeboschschool                                                                      | gesloopt ±1989 |            |                                 |
| Zuilen           | UT    | Herculesveldweg (nu: Réaumurlaan, Utrecht)                                              | 5 lok.  | 3 dec 1949  | Christelijke ULO Prinses Wilhelminaschool                                              | |            | [ 135 ] [ 136 ]                 |
| Zwartsluis       | OV    | Julianastraat                                                                           |         |             | Prinses Wilhelminaschool                                                               | gesloopt 1975 |            |                                 |
| Zwolle           | OV    | Herfterweg 1                                                                            |         |             |                                                                                        | |            |                                 |
| Zwolle           | OV    | Violierenstraat 42                                                                      | 8 lok.  |             |                                                                                        | gesloopt ±2002-2004 |            |                                 |

## Finse scholen in Groningen (stad)

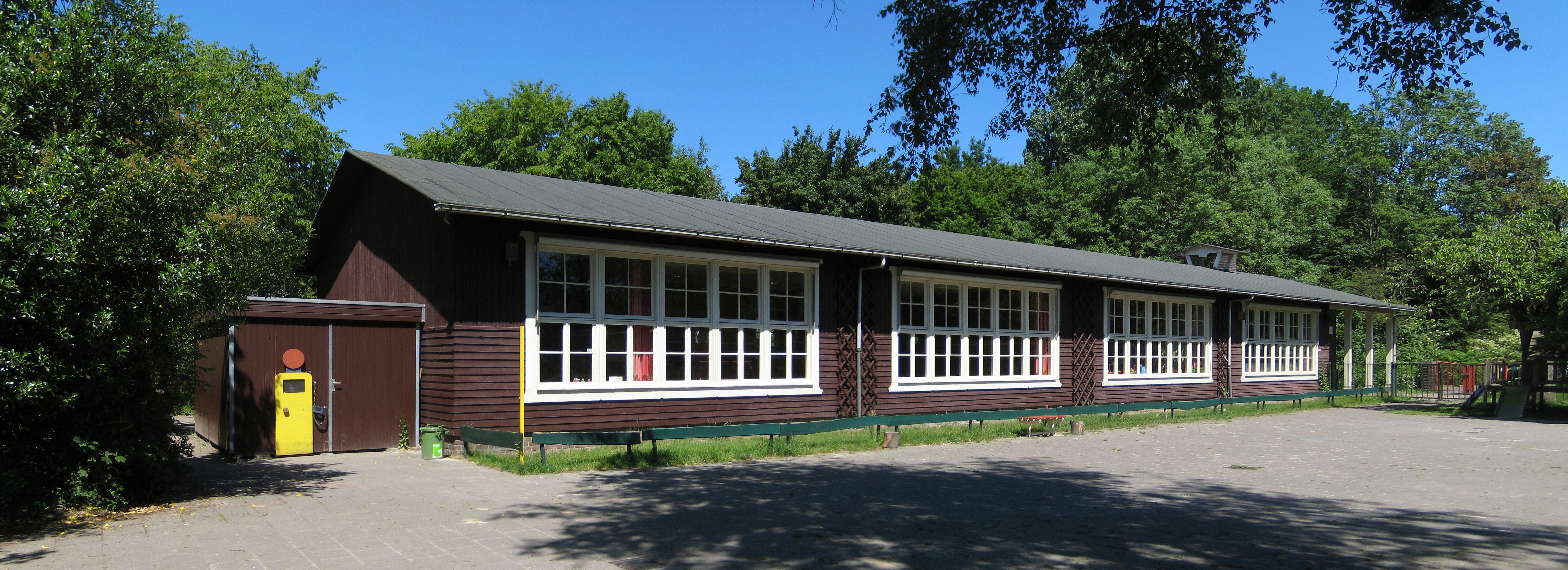
Helper Westsingel 98, Finse school met vier lokalen

In de gemeente Groningen zijn twee Finse scholen bewaard gebleven. De gebouwen aan de Helper Westsingel 96 en 98 in de wijk Helpman staan geregistreerd als gemeentelijk monument. Nadat de gemeente in 2014 besloot de school op nummer 96 te slopen tekende Erfgoedvereniging Heemschut bezwaar aan bij de rechtbank die het besluit in 2016 vernietigde. In 2022 werd het voormalige schoolgebouw door de gemeente verkocht. De nieuwe eigenaar knapte het op en in 2024 was het als kantoorruimte in gebruik.